# Pauline et Paulette
Pour plus de détails, voir Fiche technique et Distribution.
Pauline et Paulette est un film belgo-franco-néerlandais réalisé par Lieven Debrauwer, sorti en 2001.
Parmi ses nombreuses récompenses, il a reçu cinq prix Joseph-Plateau, dont celui de meilleur film belge.

## Synopsis
Pauline est une vieille femme handicapée mentale pétrie d'une admiration sans faille pour sa sœur Paulette, chanteuse d'opérette et vedette du village. Sa sœur Martha s'occupe de Pauline à plein temps mais le décès inopiné de cette dernière chamboule les vies de toutes les sœurs de la famille. Paulette, trop occupée par sa carrière de chanteuse, et Cécile, qui vit à Bruxelles avec son compagnon Albert, peinent à reproduire la petite vie bien réglée que Martha avait élaboré pour sa sœur.

## Fiche technique
- Titre : Pauline et Paulette
- Réalisation : Lieven Debrauwer
- Scénario : Lieven Debrauwer et Jaak Boon
- Production : Dominique Janne
- Musique : Frédéric Devreese
- Photographie : Michel van Laer
- Montage : Philippe Ravoet
- Décors : Hilde Duyck
- Costumes : Erna Siebens
- Pays de production :  Belgique,  France,  Pays-Bas
- Format : couleurs - DTS - 35 mm
- Durée : 78 minutes
- Date de sortie : 21 juin 2001

## Distribution
- Dora van der Groen : Pauline
- Ann Petersen : Paulette
- Rosemarie Bergmans : Cécile
- Julienne De Bruyn : Martha
- Idwig Stéphane : Albert
- Camilia Blereau : la femme du boucher
- Nand Buyl : le notaire
- Magda Cnudde : Marie-José
- Jef Demedts : l'entrepreneur de pompes funèbres
- Jenny Tanghe : Marcella
- Bouli Lanners : le chauffeur de taxi (as Bouli)
- François Beukelaers : directeur
- Herman Coessens : le boucher
- Rita Maddens : Souffleuse
- Michael Bauwens : le réalisateur d'opérette
- Koen Crucke : De 'graaf'
- Warre Borgmans : Syndic

## Distinctions

### Récompenses
- Prix du jury œcuménique au Festival de Cannes.
- Prix Joseph-Plateau : meilleur film belge, meilleure réalisatrice belge (Lieven Debrauwer), meilleure actrice belge (Dora van der Groen), meilleur scénario belge (Lieven Debrauwer et Jaak Boon).
- Pyramide d'or au Festival international du Caire.
- Festival de Flaiano : meilleure actrice (Dora van der Groen), meilleurs costumes (Erna Siebens)
- Prix du public au Festival de Gardanne

### Nominations
- Meilleure actrice belge pour Ann Petersen
- Meilleure bande son non sortie en album pour Frédéric Devreese aux World Soundtrack Awards